# Барон Креспо, Энрике
Энри́ке Ка́рлос Баро́н Кре́спо (исп. Enrique Carlos Barón Crespo; род. 27 марта 1944, Мадрид) — испанский и европейский политик. С июня 1989 по январь 1992 года занимал пост председателя Европейского парламента.

## Биография
Родился в семье служащего.
Получил юридическое и экономическое образование в Мадриде, Комильясский папский университет (по специальности управления предприятиями) и в Высшей школе экономических наук и коммерции в Париже.
Профессор факультета экономики в Мадридском университете с 1966 по 1970 год и профессор экономики Комильясского папского университета с 1965 по 1972 год. В 1966—1970 годах также преподавал в Национальном институте сельскохозяйственных исследований в Вальядолиде. С 1970 по 1977 член Мадридской коллегии адвокатов, работал по защите прав человека в судах при режиме Франсиско Франко.
Представитель поколения 1968-го, ещё в период диктатуры Франко основал левую социалистическую партию, которая как Мадридская социалистическая конвергенция в 1977 года вошла в состав Испанской социалистической рабочей партии под руководством Фелипе Гонсалеса. На первых демократических выборах 1977 года избран депутатом кортесов и занял пост пресс-секретаря по финансовым и политическим вопросам фракции ИСРП в Конгрессе депутатов.
В 1982—1985 годах занимал пост министра транспорта, коммуникации и туризма в первом правительстве Ф. Гонсалеса. Руководил осуществлением первых программ модернизации испанской железнодорожной сети, сталкиваясь с технологическим устареванием и снижением доходности, что в некоторых случаях потребовало закрытия линий с очень низкой или нулевой рентабельностью.
В 1985 году ушёл в отставку и после вступления Испании в Европейское сообщество в 1986 году был избран депутатом Европарламента (оставался его депутатом до 2009 года). В 1987 году он выступил кандидатом на пост председателя Европарламента, но уступил победу своему британскому сопернику на выборах Чарльзу Генри Пламбу с разницей всего в пять голосов и стал его заместителем.
25 июля 1989 года стал самым молодым председателем Европейского парламента, победив в первом раунде выборов (получил 301 голос из 475).
Впоследствии занимал различные должности в Европарламенте, в том числе председателя Комиссии по иностранным делам в 1992—1995 годах, председателя фракии социалистов в 1999—2004 годах, председателя комиссии по международной торговле в 2004—2009 годах. Европейский парламент командировал его в числе трёх своих представителей на межправительственную конференцию по Лиссабонскому договору в 2007 году.
В 2003—2004 годах был депутатом Мадридского городского совета, оставил этот пост в связи с работой в Европарламенте. Приглашённый профессор многих университетов.
Возглавляет международный Фонд Иегуди Менухина и Европейский фонд информационного общества.
Автор более двадцати книг, большая часть из которых посвящена европейским правовым, политическим, институциональным, историческим и экономическим вопросам (изданы на испанском, английском, французском, итальянском и немецком языках), а также научно-фантастических.
Увлечения: джаз, классическая музыка, рисование, коньки и лыжи. Свободно говорит на английском, французском, немецком, итальянском и португальском языках.